# Mohamed Kasto
Mohamed Kasto, zijn voornaam wordt ook geschreven als Mohamad, is een Surinaams bestuurder. Hij was van 1996 tot 2000 fractieleider van Pendawa Lima in De Nationale Assemblée. Van 2010 tot 2015 was hij districtscommissaris van achtereenvolgens Paramaribo-Noordoost en Para.

## Biografie
Mohamed Kasto deed in 1996 mee aan de parlementsverkiezingen en trad als fractieleider van Pendawa Lima toe tot De Nationale Assemblée (DNA). Het dilemma om al dan niet samen te werken met de NDP spleet Pendawa Limawaar in twee van de vier parlementsleden Wijdenbosch' coalitie steunden, onder wie Kasto. Hij bleef in deze parlementsperiode de naam Pendawa Lima gebruiken, tegen de zin van Paul Somohardjo, een van de oprichters van de partij die zijn koers niet steunde. Een rechtszaak volgde en werd in het voordeel van Kasto uitgesproken. Somohardjo besloot vervolgens om met zijn aanhangers een nieuwe partij op te richten onder de naam Pertjajah Luhur. Pendawa Lima behaalde hierna geen zetels meer. Kasto werd ondervoorzitter van de partij.
Kasto werd in januari 2011, tijdens de regering-Bouterse I,  benoemd tot districtscommissaris (dc) van Paramaribo-Noordoost. Op vrijdag 28 november 2014 werd hij gereshuffeld met Jerry Miranda, de dc van Para. In februari 2015 werd hij wegens ziekte tijdelijk vervangen door John de la Fuente, maar keerde uiteindelijk niet meer terug als dc.
Rond 2020 is Kasto verbonden aan de Surinaams Maritiem Instituut (SMI).